# Gammarotettix cyclocercus
Gammarotettix cyclocercus är en insektsart som beskrevs av Morgan Hebard 1916. Gammarotettix cyclocercus ingår i släktet Gammarotettix och familjen grottvårtbitare. Inga underarter finns listade i Catalogue of Life.